# جوزويه كاردوتشي
جوزيه أليساندرو جوسيبي كاردوتشي (27 يوليو 1835 - 16 فبراير 1907) هو مدرس وشاعر إيطالي موهوب ، لقب بشاعر البلاط ، وفي عام 1906 أصبح أول إيطالي يحصل على جائزة نوبل في الأدب، ويعتبر واحدا ممن صنعوا مجد الشعر الإيطالي الحديث.

## السيرة الذاتية

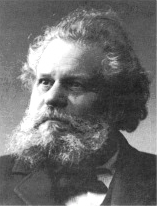
جوزويه كاردوتشي

ولد جوزيه كاردوتشي في مدينة بييتراسانتا في مقاطعة لوكا شمال غرب إقليم توسكانا في 27 يوليو 1835 لأب يعمل طبيبا في الأرياف والذي كان عضوا في جمعية كاربونيريا السرية التي لعبت دورا بارزاً في توحيد إيطاليا، وبعد أن حصل جوزويه على شهادة الثانوية عام 1855 بمدينة فلورنسا. بدأ يمارس أعمال التدريس. وفي تلك المرحلة بدت عليه علامات قرض الشعر. وفي عام 1860 عينه وزير التعليم الوطني مدرسا للأدب الإيطالي في جامعة بولونيا.
لكن جوزويه كاردوتشي كان يحلم دوما بالذهاب إلى روما والبقاء فيها. وهناك إلتقي بمرجريت دوسافواي التي كانت زوجة للأمير الإيطالي أمبرتو الأول فراحت تقربة منها، وأصبح كاردوتشي شاعر الحزب في عام 1890. ثم تم تعيينه عضوا في البرلمان الإيطالي.
وفي عام 1899 نشر ديوانه المشور «أغنيات وإيقاعات». وفي عام 1904 ترك مهنة التدريس بعد أن اشترت الملكة مرجريت مكتبته، وقد أصابت الكاتب لعنة نوبل فمات بد حصوله عليها بأسابيع قليلة، أي في 16 فبراير 1907 .
ظهرت الأعمال الكاملة للشاعر في عشرين جزء ضمت دواونية المشهورة «أشعار جديدة» المنشور عام 1872 . و«قصائد متوحشة» المنشور عام 1877 , كما ضمت أعمالة الكاملة كتابين من إبداعاته النثرية تحت عنوان «نثر جوزويه كاردوتشي» نشرت بعد وفاته بعام واحد. كما نشرت مختارات من أعماله الشعرية والنثرية جمعها بعض تلاميذه.
وكاردوتشي هو واحد من ثلاثة أدباء صنعوا مجد الشعر الإيطالي الحديث، أما الآخران فهما جيوفاني باسكوالي (1855 - 1912)، وغابرييل دانونسيو (1863 - 1938). ويقول الناقد فرانسوا لفي أستاذ الأدب بجامعة السوربون «إن هولاء الثلاثة قد جمعتهم نقاط مشتركة غير الشعر، منها أنهم قد إقتربوا من السلطة السياسية، كما كتبوا النثر وخاصة الرواية وعرفوا نجاحا مبهرا خارج بلادهم»
وقد عرف هولاء الشعراء بأنهم وحشيون، حاولوا الخروج بأشعارهم من الجو الكلاسيكي الذي غلب على إبداع سابقيهم مثل جوزيبي براتي ، وأليرد واليردي . وهناك سمة أخرى وهي أن النغمة السياسية واضحة للغاية في أشعارهم. وقد كتب كاردوتشي قصيدة عن الفن الشعري تحدث فيها عن تجربته الشعرية ويقول فيها:
مولود في يوم ضائع 
كي يتحول 
إلى قمة الإنشاد
تولد منه دوما الأنفاس 
والألعاب الرائعة 
خلف الملائكة والدوائر 
ومفتاح فهم أشعار كاردوتشي هو آلامه التي عاشها منذ بداية حياته. فقد مات أخوه دانتي منتحرا وهي في الرابعه والعشرين من عمره. وفي عام 1870 ماتت أمة وابنها دانتي لم يبلغ سوى الثالثة من عمره، كما ماتت حبيبته كارولينا في عام 1881 .
وقد شغف جوزويه كاردوتشي بالتاريخ فجعله ميدانا لقصائده الوطنية التي أصبحت نشيدا قوميا لإيطاليا لفترة من الزمن. وبالإضافة إلى اهتمامة بالتاريخ خاصة المعاصر منه فإنه اهتم بأن يصنع أبياته برومانسية واضحة.
وابتداء من عام 1871 راح كاردوتشي يكتب أشعاره في صورة قصائد قصيرة، والتي كانت فيما قبل عبارة عن قصيدة واحدة كبيرة. وكانت هناك مصادر أساسية لهده القصائد منها المواقف السياسية، وفي هذه السمة كان يقلد الأديب الفرنسي فيكتور هوجو. ثم المصادر الاجتماعية، والعلاقات الخارجية. كما كان معجبا بالتاريخ الروماني، وهي سمة مشتركة في الكثير من الحاصلين على جائزة نوبل.
فهذا التاريخ قد جاء للعالم بأبطال في مجالات متعددة، ولعل هذا كان سببت في أن ينضم إلى الجيش الثوري. وكان على اتصال مباشر بالعديد من مثقفي عصره مثل هوجو وجول ميشليه في فرنسا، وتأثر كثيرا بكل من هاينرش هاينه وجوته في ألمانيا، وكل هؤلاء الشعراء كانوا يؤمنون بالديموقراطية.
ولغة الشاعر أقرب إلى الملحمية. فهي منسوخة من كلمات لاتينة قديمة في صياغة جديدة وخاصة القصائد التاريخية. وقد اتضح هذا في قصائدة عن الشخصيات التاريخية «ميرامار» و«من أجل موت نابليون» و«عند المحطة» و«ذات صباح خريفي».

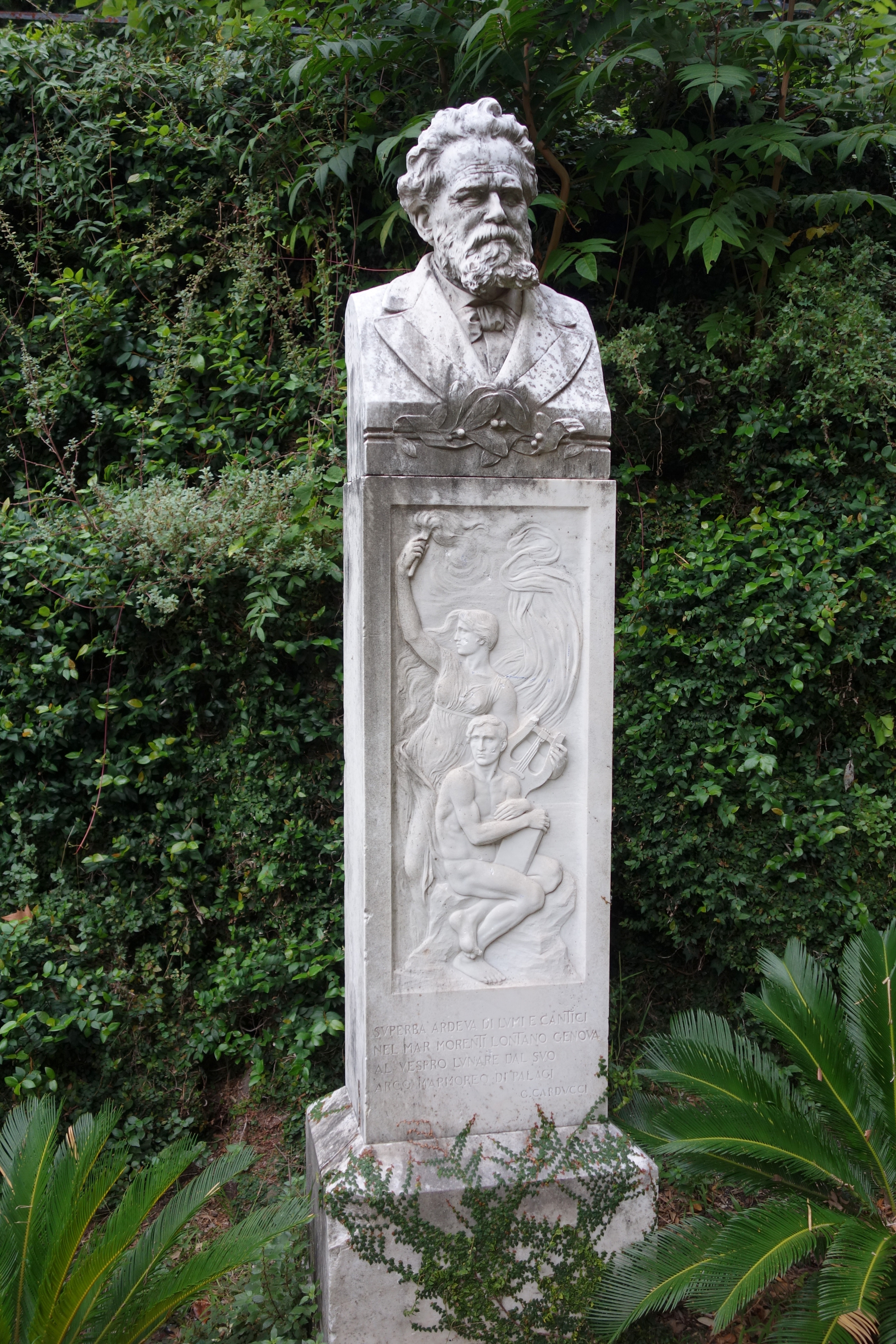
تمثال لجوزيه كاردوتشي في حديقة في جنوة

وقد نال كاردوتشي جائزة نوبل عن ديوانه «أغنيات وإيقاعات» الذي كتبه في حوالي إثني عشر عاما. ويضم ديوانه قصائد عن النبل والبطولات في حياته، كما اختار أن ينشر فيه مجموعة قصائد لم تكتمل.
ويقول كاردوتشي «لم أحس بأي هوية بعيدا عن هويتي كشاعر».
أما الناقد فرانسوا ليفي فيرى أن كاردوتشي قد خلق مدرسة من الشعراء والأساتذة ذوي الرؤية الفلسفية للعالم، وقد تخرج في هذه المدرسة كل من كياريني ، ونبنشوتي ، وماتسوني ، وسرفينو . ولكن هذة المدرسة لم يقدر لها أن تعيش طويلا فلقد ذهبت الكتابات النثرية لهؤلاء الشعراء أدراج الرياح.
والجدير بالذكر أن الشعراء الثلاثة الذين شكلوا مثلثا إبداعيا متقاربا (كاردوتشي - باسكولي - دانونتسيو) قد بدأوا يتلاشون في إبداع القرن العشرين ولم يبقى منهم سوى هذا الأخير الذي لم يحصل على شرف جائزة نوبل.
توفي في عام 1907 في مدينة بولونيا بإيطاليا عن عمر يناهز 71 عاما، وتحول منزله إلى متحف.

## ملحوظة
- Nobel Prize Presentation Speech

## وصلات خارجية
- جوزويه كاردوتشي على موقع الموسوعة البريطانية (الإنجليزية)
- جوزويه كاردوتشي على موقع ميوزك برينز (الإنجليزية)
- جوزويه كاردوتشي على موقع إن إن دي بي (الإنجليزية)
- جوزويه كاردوتشي على موقع ديسكوغز (الإنجليزية)
- Nobel Prize Biography page
- أعمال أو نبذة عن جوزويه كاردوتشي على أرشيف الإنترنت
- أعمال جوزويه كاردوتشي في ليبري فوكس
- Giosuè Carducci poems Original Italian text